# Uashat
Uashat är ett reservat för innu i provinsen Québec i Kanada. Det utgör en enklav i Sept-Îles i regionen Côte-Nord, i den östra delen av landet, 800 km nordost om huvudstaden Ottawa. Landarean är 2,4 kvadratkilometer.